# Alberta Cross
Alberta Cross — рок-группа, сформированная в Великобритании Петтером Эриксоном Стаки (вокал, гитара) и Терри Уолферсом (бас). Ныне дислоцируется в Бруклине, Нью-Йорк.

## История
Петтер с раннего возраста путешествовал между Швецией и Англией со своим отцом певцом-поэтом, а Терри воспитывался в Лондоне (Ист-Энд). Несмотря на различное воспитание оба любили музыку, что, в конечном счёте, привело к созданию группы.
Вместе с присоединившимся к ним органистом Джоном Эриксоном (братом Петтера), группа записала дебютный альбом 2007 года The Thief & The Heartbreaker.
Летом 2007 года группа поехала в свой первый тур по Великобритании, выступая вместе с такими группами, как The Shins, Bat for Lashes и "Simian Mobile Disco".
В течение октября 2008 "Alberta Cross" поддерживала Oasis в её британском туре. В 2009 году группа выступала на различных фестивалях, таких как "Фестиваль музыки и искусств в долине Коачелла", "Фестиваль Искусств" в Манчестере и "Lollapalooza" в Чикаго.
22 сентября 2009 был выпущен первый альбом "Broken Side of Time".
В мае 2010 года группа открывала выступление Them Crooked Vultures в различных городах Канады, а также в Чикаго.
На звучание "Alberta Cross" большое влияние оказали такие блюз-роковые группы как Kings of Leon, The Band, Neil Young, Raconteurs.
В 2010 году группа в качестве хедлайнеров выступала в Лос-Анджелесе, Санта-Барбаре и Сан-Франциско.

## Дискография

### Альбомы
- The Thief & the Heartbreaker (мини-альбом) (2007)
- Leave Us Or Forgive Us (7"-EP) (2007)
- Broken Side of Time (2009)
- Songs of Patience (2012)

### Саундтрек
- Песню "Low Man" можно услышать в 8 эпизоде 2 сезона сериала "Калифорнизация".
- В телесериале компании "Би-би-си" "Оставшиеся в живых (Survivors)" — песня "Lucy Rider".
- В 1 сезоне второй серии сериала "Стрела (Arrow)" звучит песня "Ophelia On My Mind".
- Песня "ATX" входит в саундтрек игры APB: Reloaded.

## Интересные факты
Поначалу было принято считать название "Alberta Cross" анаграммой, однако группа невнятно высказывалась по этому поводу, и только в 2011 году Стаки пояснил, что имя было выбрано только из соображений странности.